# コズミック
『コズミック』は、講談社から刊行されている清涼院流水の推理小説。清涼院流水のデビュー作にして、第2回メフィスト賞受賞作。JDCシリーズ第一期の作品である。
本作と『ジョーカー』は、互いに対となる作品であり、『コズミック 流』 → 『ジョーカー 清』 → 『ジョーカー 涼』 → 『コズミック 水』の順番（清涼in流水）で読むと、初めて浮かび上がる仕掛けが施されている。
著者はこの両作品を一つの作品「コズミック・ジョーカー」と位置づけている。

## 作品
清涼院流水のデビュー作。第2回メフィスト賞受賞。「10年に1度の話題作」などと騒がれる。

## ストーリー
『犯罪予告状』
　　　　「今年、1200個の密室で1200人が殺される。誰にも止めることはできない」 ― 密室卿
1994年1月1日午前0時1分、上記の文面が警察庁・マスコミ各社・JDCにファックスで送信された。それから起こり始める数々の奇怪な「密室殺人」。果たして犯行のトリックは?　密室卿の正体とは!?
同じ頃、イギリス国内で続いていた連続切り裂き殺人事件。日本とイギリス、遠く離れた地で起こっている2つの事件に酷似性を見出したJDCの探偵たち。2つの事件の関連性は!?

## 登場人物

### JDC
鴉城蒼司、九十九十九、不知火善蔵、龍宮城之介、霧華舞衣、氷姫宮幽弥、九十九音夢
雨霧冬香、天城漂馬、ピラミッド・水野、水流姫子、半斗舞夢

### DOLL
ロンリー・クイーン

### 警察関係者
鮎川 哲子（あゆかわ てつこ）
京都府警警部。キャリア。幻影城事件の捜査にも参加。妹・鶴美が密室卿事件の10番目の被害者となる。
佐渡 九冬（さど くとう）
炭酸飲料が好き。
蟹場 尋高（かにば ひろたか）
警視庁の警視。「～決まっとる!」というのが口癖。

### その他
水無瀬 なぎさ（みなせ - ）
小説家。兄で推理小説家の濁暑院溜水を幻影城事件で亡くす。
氷神 仙才（ひかみ せんさい）
白髪白髯の老人。
高部 優（たかべ ゆう）
京都大学学生。推理小説研究会の一員。事件に関する意見を求められる。
麻生 茉緒（あそう まつお）
フリーター。JDCに密室卿の予告電話などをかけるが、自身が18番目の被害者となる。両親が松尾芭蕉の大ファンで、名前の「茉緒」は、彼に由来する。
クリスティナ・フィリップス
ロンドン警視庁警視。

## 既刊一覧
講談社ノベルス版
- コズミック 世紀末探偵神話 ISBN 4-06-181928-3

講談社文庫版
- コズミック 流 ISBN 4-06-264649-8
- コズミック 水 ISBN 4-06-264868-7
  - 「ジョーカー 清」「ジョーカー 涼」の文庫版と表紙の絵柄が繋がる趣向が成されている。また、繋げ方も一通りではない。

星海社FICTIONS版
- コズミック 世紀末探偵神話 新装版 ISBN 978-4-06-536718-6

## 漫画
あすかコミックスDX(作画：蓮見桃衣)
- コズミック・コミックス AND ISBN 4-04-853646-X
- コズミック・コミックス END ISBN 4-04-853726-1

幻冬舎コミックス漫画文庫(作画：蓮見桃衣)
- コズミック・コミックス ISBN 978-4-344-81797-5